# SRON

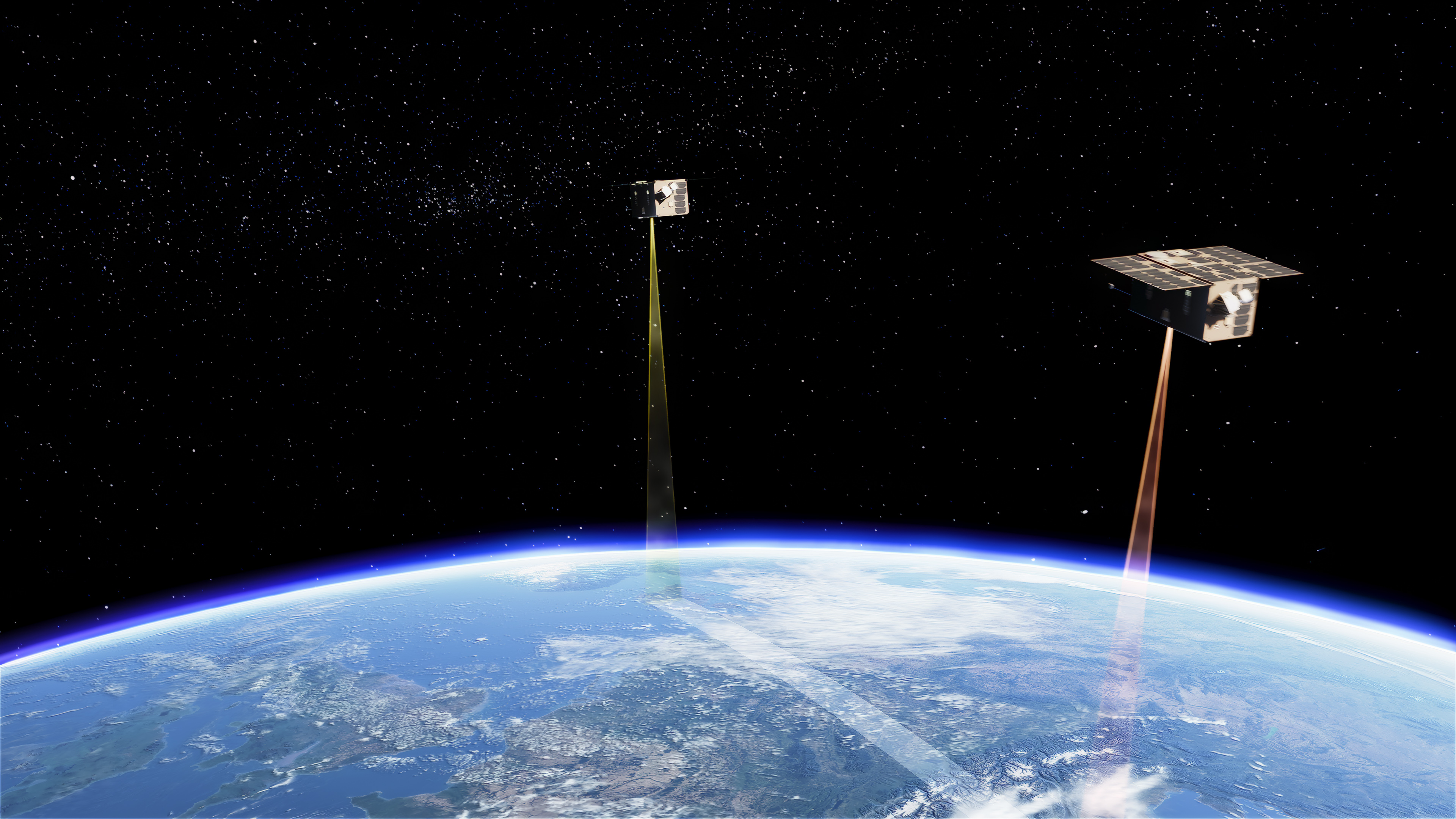
De Nederlandse Tango-missie (lancering 2026) bestaat uit twee satellieten die samen de broeikasgassen CO2 en methaan opspeuren op facilitietsniveau. De eerste satelliet (Tango-nitro) detecteert NO2, dat dient als tracergas omdat het vaak samen met methaan en CO2 wordt uitgestoten en beter zichtbaar is doordat er minder van aanwezig is in de atmosfeer. De tweede satelliet (Tango-carbno) vliegt enige tijd later over hetzelfde gebied en kan vervolgens gericht naar de methaan- en CO2-pluimen kijken. Credit: Oculus Films (SRON)

Space Research Organisation Netherlands (SRON) is het Nederlands instituut voor ruimteonderzoek. Het legt zich toe op astrofysica, aardobservatie en exoplaneetonderzoek. Daarnaast ontwikkelt het instituut nieuwe gevoelige sensoren voor röntgen- en infraroodstraling, om als satellietinstrument te dienen. Als nationaal expertise-instituut geeft SRON advies aan de Nederlandse overheid en coördineert het nationale bijdragen aan internationale ruimtemissies.
In 1961 werd een van de voorlopers van SRON opgericht, het Utrechts Laboratorium voor Ruimteonderzoek (LRO). Het huidige SRON ontstond in 1983 als Stichting Ruimte Onderzoek Nederland, als onderdeel van de Nederlandse Organisatie voor Wetenschappelijk Onderzoek (NWO), en bestond uit vestigingen in Leiden, Utrecht en Groningen. Later ging de Leidse vestiging op in de Utrechtse vestiging. In 2005 veranderde de naam in SRON Netherlands Institute for Space Research, en in 2025 in Space Research Organisation Netherlands. In 2021 verhuisde de vestiging in Utrecht naar Leiden. Sindsdien is SRON gevestigd in Leiden en Groningen.

## Wetenschap en technologie
De ruim 250 werknemers van het instituut zijn werkzaam bij vier programma's en twee expertisegroepen: Astrofysica, Aardobservatie, Exoplaneetonderzoek, Technologie-ontwikkeling, Engineering en Instrument Science.

## Ruimtemissies

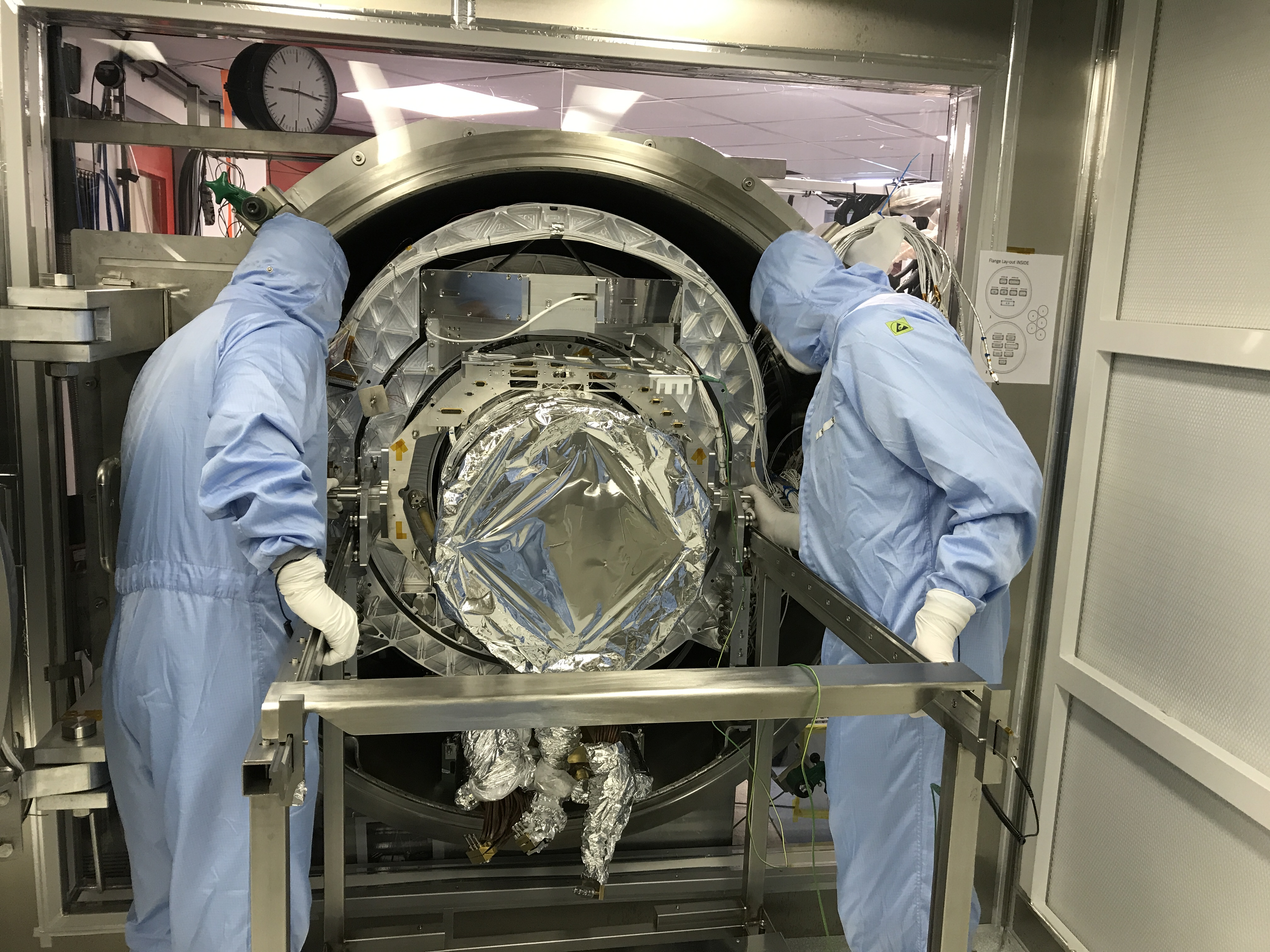
Een camera voor de exoplaneettelescoop PLATO wordt getest in de cleanroom. Credit: SRON

SRON vervult een leidende rol in de ontwikkeling van instrumenten voor satellieten van ESA, NASA en andere organisaties. Door de jaren heen heeft de technologie en instrumentatie van SRON bijgedragen aan vele ruimtemissies. Het koele, infrarode heelal werd in kaart gebracht door onder meer IRAS, ISO, Herschel en GUSTO. Bronnen van röntgen- en gammastraling werden waargenomen met onder andere het COMPTEL-instrument op de satelliet Compton Gamma Ray Observatory en de Wide Field Camera's op BeppoSAX. Huidige actieve röntgenmissies met SRON-bijdragen zijn Chandra X-Ray Observatory, XMM-Newton en XRISM. Verder is de aardatmosfeer bestudeerd met SCIAMACHY op Envisat. Sinds 2017 biedt het Nederlandse instrument TROPOMI dagelijkse wereldwijde dekking met metingen aan onder meer methaan en koolstofmonoxide, met pixels van 5,5 x 7 km². Onderzoeker Ilse Aben ontving voor de maatschappelijke impact die SRON hiermee bereikte de Stevinpremie in 2025.

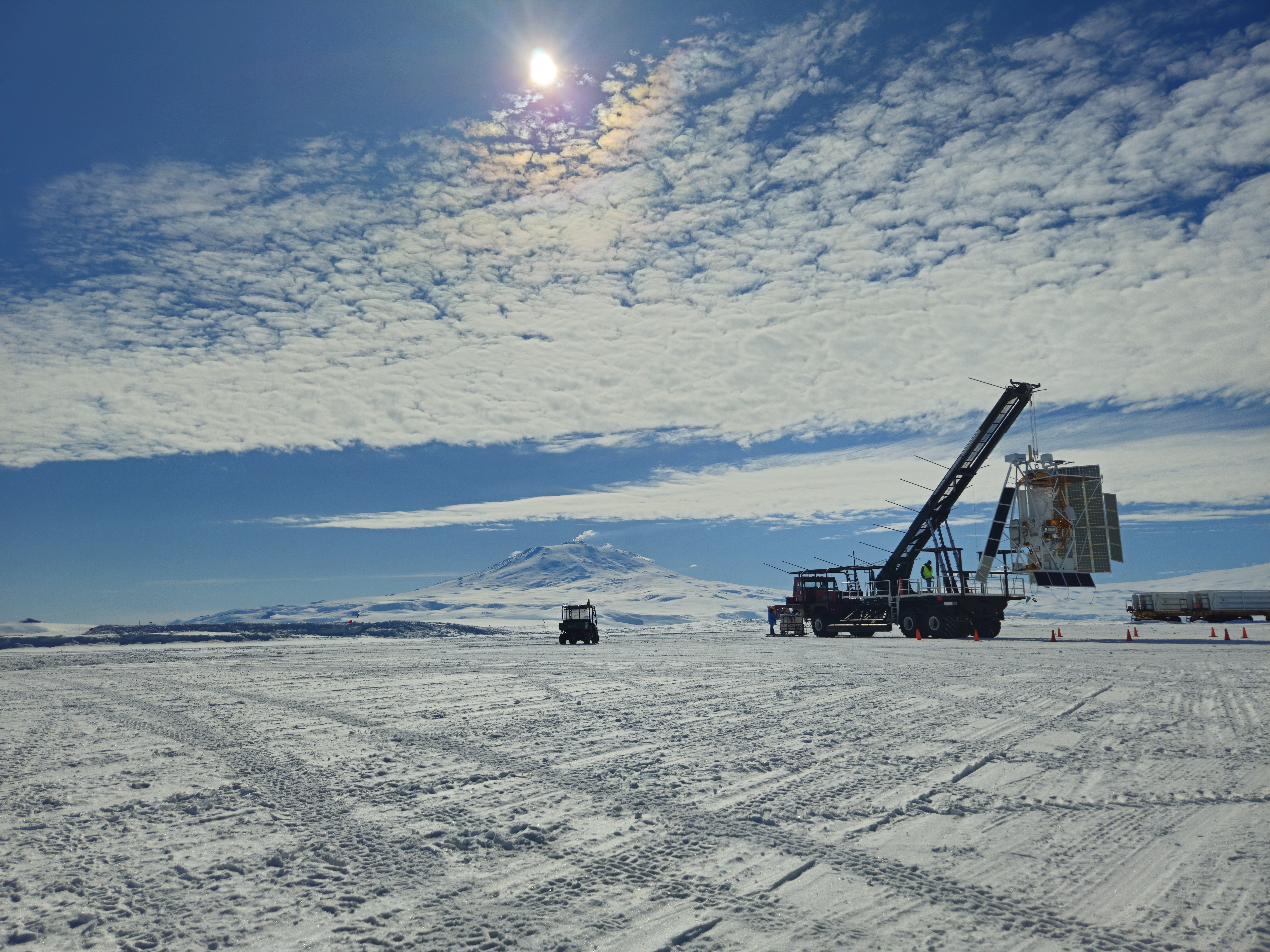
Ver-infrarood ballontelescoop GUSTO wordt klaargemaakt voor lancering vanaf Antarctica. Credit: Jose Silva (SRON)

### Lopende missies/projecten met SRON-bijdrage
Het instrument van SRON is tussen haakjes aangegeven.
- Chandra (Low energy transmission grating (LETG))
- XMM-Newton (Reflection Grating Spectrometers (RGS))
- CO2M
- Integral
- Athena (X-IFU)
- HUBS
- Sentinel 5-Precursor (TROPOMI)
- Sentinel 5 (Immersed gratings)
- MetOp (GOME-2)
- XRISM (Resolve)
- LOFT
- PLATO
- PACE (SPEXOne)
- POEMM
- ARIEL
- GUSTO (8-pixel camera)
- ALMA (2 band receivers)
- LISA (Quadrant Photo Receivers; Mechanism Control Unit)

### Afgesloten
Het instrument van SRON is tussen haakjes aangegeven.
- BeppoSAX (Wide Field Camera's)
- IRAS
- ISO (SWS)
- Astronomische Nederlandse Satelliet
- Envisat (SCIAMACHY)
- Herschel (HIFI)
- GOCE
- ERS-2
- ASTRO-H (SXS)

## Technologieontwikkeling
SRON is gespecialiseerd in spectrometers, ontvangers en speciale detectoren die ook bij lage temperaturen werken.
SRON ontwikkelt een nieuwe generatie detectoren met uitlees- en regelelektronica voor missies zoals Athena. Deze zijn nodig om in het röntgenstralingsgebied onderzoek te doen naar zwarte gaten en hete gasstructuren in het heelal. Voor het XIFU-instrument van Athena ontwikkelt SRON Transition Edge Sensors (TES), die individuele röntgenfotonen kunnen detecteren.
Een andere detectietechniek die SRON ontwikkelt is Kinetic Inductance Detectors (KID). Hiermee zijn individuele fotonen waar te nemen in het zichtbare licht, voor onderzoek naar exoplaneten. Ook voor het golflentegebied ver-infrarood ontwikkelt SRON KIDs, bijvoorbeeld om stervormingswolken te bestuderen.
Hot Electron Bolometers(HEBs) zijn ontwikkeld voor de ballontelescoop GUSTO om in het ver-infrarood te kijken naar stervormingswolken in de Melkweg en de Grote Magelhaense Wolk.

## Samenwerking
SRON werkt samen met nationale en internationale instellingen in bilaterale, Europese of mondiale consortia. Zo zijn er projecten met bijvoorbeeld het Deutsches Zentrum für Luft- und Raumfahrt (DLR) en het Rutherford Appleton Laboratory (RAL). SRON doet ook mee met aanbestedingen voor projecten van de Europese Ruimtevaartorganisatie ESA en NASA.

## Onderzoekers
Bij SRON werken engineers en wetenschappers. Bij elk project zijn wetenschappers betrokken, waarvan sommigen ook affiliaties hebben met een universiteit. SRON heeft zodoende banden met de Universiteit Utrecht, de Rijksuniversiteit Groningen, de Universiteit van Amsterdam, de Radboud Universiteit en de Universiteit Leiden.

## Locaties
- Groningen: 53° 14′ 25″ NB, 6° 32′ 5″ OL
- Leiden: 52° 10′ 10″ NB, 4° 27′ 29″ OL